# Digitus DGT100
Digitus DGT100 (DGT100 / DGT1000) је кућни рачунар, производ фирме Digitus који је почео да се израђује у Бразилу током 1983. године.
Користио је DGT-100: Zilog Z80, DGT-1000: Z80A као централни микропроцесор а RAM меморија рачунара DGT100 је имала капацитет од 16 Kb (прошириво до 48 kb). 

## Детаљни подаци
Детаљнији подаци о рачунару DGT100 су дати у табели испод.
|                       |                                                                         |
| [ 1 ]                 |                                                                         |
| Произвођач            |                                                                         |
| Тип                   | кућни рачунар                                                           |
| Меморија              | 16 (прошириво до 48 )                                                   |
| Поријекло             | Бразил                                                                  |
| Година                | 1983                                                                    |
| Тастатура             | 56 тастера                                                              |
| Процесор              |                                                                         |
| Фреквенција процесора | DGT-100: 2,5 MHz, DGT-1000: 2                                              |
| RAM                   | 16 (прошириво до 48 )                                                   |
| ROM                   | 14 (DGT-1000: 16 KB)                                                    |
| Текст                 | 16 линија x 32 или 64 стубова                                           |
| Графика               | 48 x 128 тачака, висока резолуција 192 x 500 тачака (DGT-1000: 256x192) |
| Боја                  | једна боја (DGT-1000: 16)                                               |
| Звук                  | непознато                                                               |
| Димензије             | непознато                                                               |
| Портови               |                                                                         |
| Оперативни систем     |                                                                         |